# Hymn to a Great City
Hymn to a Great City est une œuvre pour deux pianos écrite par Arvo Pärt, compositeur estonien associé au mouvement de musique minimaliste.

## Historique
La première exécution publique a eu lieu à New York le 10 mars 1984 avec Joel Sachs et Cheryl Seltzer aux pianos.

## Structure
En un seul mouvement d'une durée d'environ cinq minutes.

## Discographie
- A Place Between, Louth Sounds (2009)[2]
- Minimalist Dream House par les sœurs Labèque (2013)